# 克里斯琴斯堡 (維吉尼亞州)
克里斯琴斯堡（英語：Christiansburg）是美国弗吉尼亚州蒙哥馬利郡的县治，2010年人口 21041人。该地名字来自美国政治人物威廉·克里斯琴。